# دانتي ريفيرو
دانتي ريفيرو هو ممثل فلبيني، ولد في 5 أغسطس 1946 بمانيلا في الفلبين.

## وصلات خارجية
- دانتي ريفيرو على موقع IMDb (الإنجليزية)
- دانتي ريفيرو على موقع قاعدة بيانات الفيلم (الإنجليزية)